# Cladocynodon araripensis
Cladocynodon araripensis è un pesce osseo estinto, appartenente agli ittiodectiformi. Visse nel Cretaceo inferiore (Aptiano, circa 118 - 115 milioni di anni fa) e i suoi resti fossili sono stati ritrovati in Sudamerica.

## Descrizione
Questo pesce era di medie dimensioni e gli esemplari noti raggiungevano i 30 centimetri di lunghezza. Il corpo era allungato e slanciato, come quello di tutti i suoi stretti parenti quali Cladocyclus. La caratteristica principale di Cladocynodon era data dalla presenza di due enormi "zanne" ossee nella parte anteriore della mandibola. Queste due strutture appaiate non erano veri denti, in quanto non ricoperte di smalto, ed erano invece estensioni dell'osso dentale. Dietro a queste enormi strutture aguzze erano presenti numerosi denti fortemente ridotti di dimensione, sia nella mandibola che nella mascella.

## Classificazione
Cladocynodon era un membro degli ittiodectiformi, un gruppo di pesci teleostei tipici del Cretaceo, che includeva numerose forme predatrici come il famoso Xiphactinus. In particolare, Cladocynodon è stato ascritto alla famiglia Cladocyclidae, comprendenti predatori di medie dimensioni come Cladocyclus ed Eubiodectes. 
Cladocynodon araripensis venne descritto per la prima volta nel 2023, sulla base di due fossili ritrovati nei "Letti di Batateira" nella formazione Barbalha, nel bacino di Araripe in Brasile. I fossili sono i primi resti di vertebrati descritti ufficialmente dagli scisti neri di questa formazione.